# Квічаль плямистий
Квіча́ль плямистий (Geokichla guttata) — вид горобцеподібних птахів родини дроздових (Turdidae). Мешкає в Африці на південь від Сахари.

## Опис

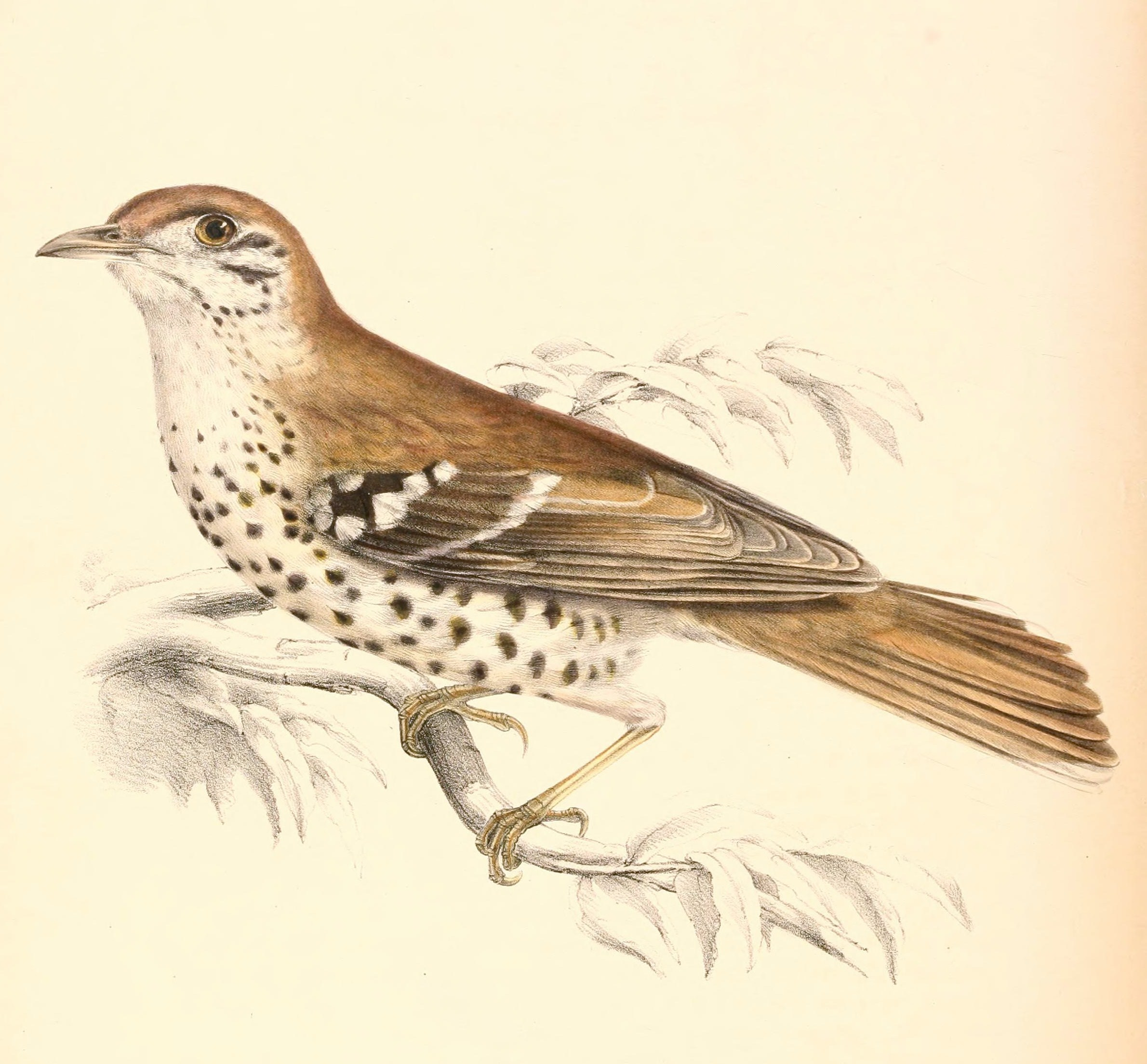
Плямистий квічаль

Довжина птаха становить 19-23 см, вага 45-79 г. Верхня частина тіла переважно коричнева, нижня частина тіла біла, сильно поцяткована чорними плямами. На крилах дві білі смуги, на скронях дві вертикальні чорні смуги. Лапи рожевувато-тілесного кольору.

## Підвиди
Виділяють п'ять підвидів:
- G. g. maxis (Nikolaus, 1982) — південь Південного Судану;
- G. g. fischeri (Hellmayr, 1901) — прибережні райони на сході Кенії і Танзанії;
- G. g. belcheri (Benson, 1950) — південь Малаві (гори Тіоло[en]);
- G. g. lippensi (Prigogine & Louette, 1984) — південний схід ДР Конго (Національний парк Упемба);
- G. g. guttata (Vigors, 1831) — південно-східне узбережжя ПАР (Східнокапська провінція, Квазулу-Наталь).

## Поширення і екологія
Ареал плямистих квічалів дуже фрагментований. Вони мешкають локально в Південному Судані, Кенії, Танзанії, Демократичній Республіці Конго, Малаві, Мозамбіку і Південно-Африканській Республіці. Вони живуть в сухих і вологих рівнинних тропічних лісах, у вологих гірських тропічних лісах та в чагарникових заростях. Зустрічаються на висоті до 1750 м над рівнем моря. Живляться безхребетними, насінням і плодами.

## Збереження
МСОП класифікує цей вид як вразливий. За оцінками дослідників, популяція плямистих квічалів становить від 250 до 1000 птахів. Їм загрожує знищення природного середовища.